# Ibrahim Abilov
Pour les articles homonymes, voir Abilov.
Ibrahim Abilov (en azéri : İbrahim Məhərrəm oğlu Əbilov ; en russe : Ибрагим Магеррам оглы Абилов, Ibraguim Maguerram ogly Abilov), né en 1881 à Ordoubad (gouvernement d'Erevan, Empire russe) et mort le 23 février 1923 à Izmir (Turquie), est l'un des premiers diplomates azéris.

## Biographie
Il fréquente l'école Akhtar de Mohammad Taghi Sidgui à Ordoubad. Après la mort de son père, il abandonne ses études pour subvenir aux besoins de sa famille.
À partir de 1903, il travaille à Petrovsk-Port (aujourd'hui Makhatchkala) et à Bakou. Il rejoint le mouvement révolutionnaire, adhérant à l’organisation social-démocrate azérie Hummet (d'orientation menchevique).
En 1908, il est envoyé en Perse à la demande de Nariman Narimanov, président de l'organisation, qui coordonne les mouvements révolutionnaires parmi les travailleurs persans de Transcaucasie et du Sud de l'Azerbaïdjan.

## Carrière du journaliste
De retour à Bakou en 1909, Abilov travaille comme rédacteur du journal Bakı həyatı (« La Vie de Bakou »), publié en 1912. Arrêté à plusieurs reprises par le gouvernement tsariste, il devient l'une des grandes figures de Hummet à Tiflis (aujourd'hui Tbilissi, en Géorgie).
Fin 1918, il revient une nouvelle fois à Bakou et y est élu député du parlement de la République démocratique d'Azerbaïdjan, dont il dirige la faction socialiste. En 1920, il est rédacteur en chef de la revue Iskra (revue), l'organe des mencheviks de Bakou.

## Activité politique
Après l'établissement du gouvernement soviétique en Azerbaïdjan en 1920, il est nommé vice-ministre des Affaires intérieures de la RSS d'Azerbaïdjan et occupe le poste de secrétaire lors du premier congrès des peuples d'Orient, réuni à Bakou. En juin 1921, il participe au troisième congrès de l'Internationale communiste au sein de la délégation azerbaïdjanaise.

## Travail diplomatique
En 1921, sur recommandation de Nariman Narimanov, il est nommé ambassadeur extraordinaire et plénipotentiaire de la RSS d'Azerbaïdjan, puis de l'URSS en Turquie. Il y joue un rôle important dans la formation et le renforcement des relations amicales soviéto-turques, y compris entre l'Azerbaïdjan et la Turquie. À son initiative, des consulats d'Azerbaïdjan sont ouverts dans les villes turques de Trabzon et de Samsun. Grâce à l'activité diplomatique efficace et à la participation directe d'Ibrahim Abilov, un certain nombre d'accords bilatéraux et multilatéraux sont signés entre les républiques soviétiques et la Turquie. Les accords de Moscou et de Kars de 1921, qui jettent les bases de l'autonomie du Nakhitchevan, sont signés par Ibrahim Abilov et Behboud Chahtahkinski (ru), diplomate du Nakhitchevan et chef de la délégation azerbaïdjanaise aux négociations soviéto-turques.